# Hajira
Hajira (censita come Hajira INA) è una città dell'India di 2.137 abitanti, situata nel distretto di Surat, nello stato federato del Gujarat. In base al numero di abitanti la città rientra nella classe VI (meno di 5.000 persone). L'acronimo INA sta per Industrial Notified Area ("Area Industriale Pianificata").

## Geografia fisica
La città è situata a 21° 08' 04 N e 72° 38' 52 E.

## Società

### Evoluzione demografica
Al censimento del 2001 la popolazione di Hajira assommava a 2.137 persone, delle quali 1.200 maschi e 937 femmine. I bambini di età inferiore o uguale ai sei anni assommavano a 315, dei quali 153 maschi e 162 femmine. Infine, coloro che erano in grado di saper almeno leggere e scrivere erano 1.607, dei quali 967 maschi e 640 femmine.